# Sándor Major
Sándor Major (* 31. červenec 1965 Budapešť, Maďarsko) je bývalý maďarský zápasník, reprezentant v zápase řecko-římském.
V roce 1988 na olympijských hrách v Soulu vypadl v kategorii do 90 kg ve čtvrtém kole. Na mistrovství světa obsadil 2. místo v kategorii do 90 kg v roce 1987 a v kategorii do 100 kg v roce 1990. V roce 1991 obsadil 3. místo v kategorii do 100 kg na mistrovství Evropy.